# うずまきパン (蒲郡市)

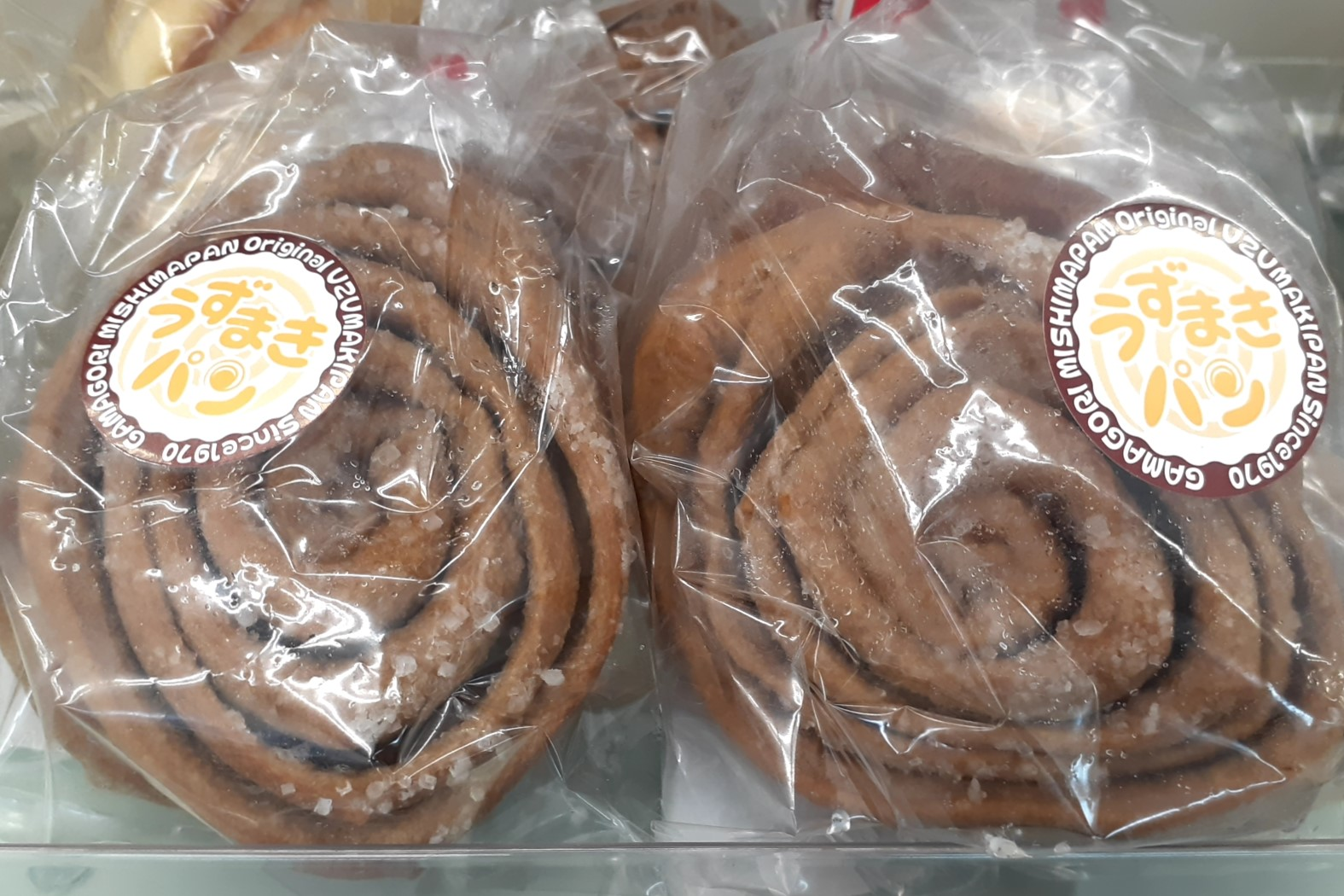
うずまきパン

うずまきパンは、愛知県蒲郡市拾石町塩浜66にあるミシマパン株式会社が製造販売しているパン。

## 概要

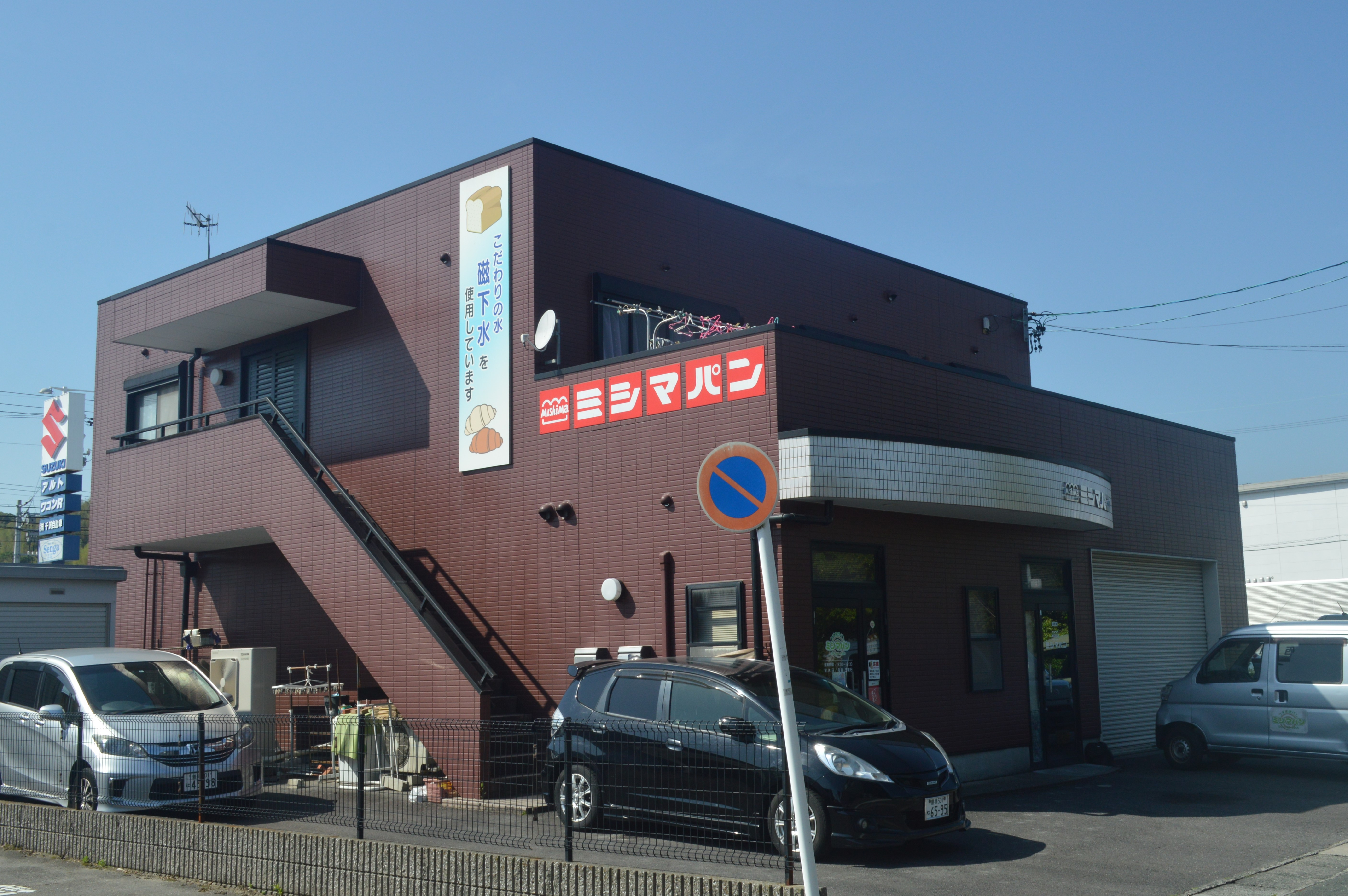
ミシマパン株式会社

細長いパン生地を渦巻状に丸めたような形状のパン。渦巻状の形状は、薄く延ばした生地を巻き寿司のように巻いていき、輪切りにすることで作られる。全て手作業で製造され、多い日で1日約3000個が生産されている。
うずまきパンの誕生は1971年。ミシマパンの看板商品として定着しており、地元の蒲郡市では保育園のおやつとしても取り扱われるなど知名度が高い。
一番外側から渦巻を解くように食べ進める食べ方が定着しているが、いつどのように始まったのかは不明である。